# Луї Гаррель
Луї́ Гарре́ль (фр. Louis Garrel; нар. 14 червня 1983, Париж) — французький актор, сценарист і кінорежисер.

## Біографія
Луї Гаррель народився 14 червня 1983 року в Парижі, в сім'ї режисера Філіпа Гарреля і акторки Брижіт С'ю (фр. Brigitte Sy). Акторами були його дід Моріс Гаррель і прадід. Хрещений батько Луї Гарреля — також відомий актор Жан-П'єр Лео. Закінчив Вищу національну консерваторію драматичного мистецтва в Парижі у 2004 році.
Називає себе марксистом.

## Кар'єра
Луї знімався у батька-режисера з шестирічного віку, але перший успіх йому принесла роль сінефіла, еротомана і бунтаря Тео у «Мрійниках» Бернардо Бертолуччі. Ця роль ідеально підійшла до його іміджу неусмішливого інтелектуала і нервового красеня. У 2006 році Луї Гаррель отримав престижну премію «Сезар» за роль у фільмі свого батька «Постійні коханці» в номінації «Найперспективніший актор». Він привернув увагу Каннського фестивалю 2007 року: у фільмі Валерії Бруні-Тедескі «Сон попередньої ночі» Гаррель-молодший зіграв коханця сорокарічної акторки (її роль виконала сама Валерія), а в мюзиклі Крістофа Оноре «Усі пісні лише про кохання» став героєм бісексуальної мелодрами.
Не лише європейську, але і світову славу Луї закріпив ролями в трьох абсолютно різних фільмах Крістофа Оноре: «Моя мати» (фр. Ma mère), «Паризька історія» (фр. Dans Paris) і «Усі пісні лише про кохання» (фр. Les chansons d'amour). При створенні саундтрека в останньому актор сам виконував усі партії свого героя. Алекс Бопен, автор музики і лібретто, отримав у 2008 року премію «Сезар» за найкращу музику до фільму.
У 2008 році Луї Гаррель виступив автором сценарію і режисером короткометражної стрічки «Мої друзі» (фр. Mes copains). У 2015 році Гаррель поставив свій перший повнометражний фільм — мелодраму «Друзі», — до якого написав, у співавторстві з Крістофом Оноре, сценарій та зіграв одну з головних ролей.
Гаррель вільно говорить англійською і італійською мовами.

## Фільмографія
Актор
| Рік  |   | Українська назва                       | Оригінальна назва                    | Роль                  |
| ---- | - | -------------------------------------- | ------------------------------------ | --------------------- |
| 1989 | ф | Запасні поцілунки                      | Les baisers de secours               | Ло                    |
| 2001 | ф | Це моє тіло                            | Ceci est mon corps                   | Антуан                |
| 2002 | ф | Війна в Парижі                         | La guerre à Paris                    |                       |
| 2003 | ф | Мрійники                               | The Dreamers                         | Тео                   |
| 2004 | ф | Моя мати                               | Ma mère                              | П'єр                  |
| 2005 | ф | Постійні коханці                       | Les amants réguliers                 | Франсуа               |
| 2006 | ф | Паризька історія                       | Dans Paris                           | Джонатан              |
| 2006 | ф | Прелюдія                               | Un lever de rideau                   | Бруно                 |
| 2007 | ф | Усі пісні лише про кохання             | Les chansons d'amour                 | Ісмаель               |
| 2007 | ф | Сон попередньої ночі                   | Actrices                             | Ерік                  |
| 2008 | ф | Вибір — кохати                         | Choisir d'aimer                      |                       |
| 2008 | ф | Межа світанку                          | La frontière de l'aube               | Франсуа               |
| 2008 | ф | Очаровашка                             | La Belle Personne                    | Немур                 |
| 2009 | ф | Моя дівчинка не хоче…                  | Non ma fille, tu n'iras pas dancer   | Симон                 |
| 2010 | ф | Шлюб утрьох                            | Le mariage à trois                   | Тео                   |
| 2010 | ф | Уявне кохання                          | Les Amours Imaginaires               | гість на вечірці      |
| 2010 | ф | Двовладдя                              | Diarchia                             | Люк                   |
| 2010 | ф | Лісабонські таємниці                   | Mistérios de Lisboa                  |                       |
| 2011 | ф | Коханці                                | Les Biens-aimés                      |                       |
| 2011 | ф | Те літо пристрасті                     | Un été brûlant                       | Фредерік              |
| 2013 | ф | Замок в Італії                         | Un Château en Italie                 | Натан                 |
| 2013 | ф | Ревнощі                                | La jalousie                          | Луїс                  |
| 2014 | ф | Святий Лоран. Страсті великого кутюр'є | Saint Laurent                        | Жак де Башер          |
| 2015 | ф | Мій король                             | Mon roi                              | Солаль                |
| 2015 | ф | Друзі                                  | Les Deux Amis                        | Абель                 |
| 2015 | ф | У тіні жінок                           | L'Ombre des femmes                   | оповідач, озвучування |
| 2016 | ф | Ілюзія кохання                         | Mal de pierres                       | Андре Саваж           |
| 2016 | ф | Планетаріум                            | Planetarium                          | Фернан Прув           |
| 2016 | ф | Помилкові визнання                     | Les fausses confidences              | Дорант                |
| 2017 | ф | Привиди Ісмаєля                        | Les Fantomes d'Ismaël                |                       |
| 2017 | ф | Молодий Годар                          | Redoubtable                          | Жан-Люк Годар         |
| 2018 | ф | Один король — одна Франція             | Un peuple et son roi                 | Максиміліан Робесп'єр |
| 2018 | ф | Чесний чоловік                         | L'Homme fidèle                       | Абель                 |
| 2020 | ф | Фестиваль Ріфкіна                      | Rifkin's Festival                    | Філіпп                |
| 2023 | ф | Три мушкетери: Д’Артаньян              | Les Trois Mousquetaires : D'Artagnan | Луї XIII              |
| 2023 | ф | Три мушкетери: Міледі                  | Les Trois Mousquetaires: Milady      | Луї XIII              |

Режисер
- 2008 : Мої друзі / Mes copains (короткометражний)
- 2015 : Друзі / Les Deux Amis
- 2018 : Чесний чоловік / L'Homme fidèle

## Визнання
| Нагороди та номінації | Нагороди та номінації   | Нагороди та номінації            | Нагороди та номінації                  | Нагороди та номінації | Нагороди та номінації |
| Рік                   | Нагорода                | Категорія                        | фільм                                  | Результат             |                       |
| --------------------- | ----------------------- | -------------------------------- | -------------------------------------- | --------------------- | --------------------- |
| 2006                  | Премія «Сезар»          | Найперспективніший актор         | Постійні коханці                       | Перемога              |                       |
| 2006                  | Золота зірка кіно       | Найкращий молодий актор          | Постійні коханці                       | Перемога              |                       |
| 2011                  | Премія «Сезар»          | Найкращий короткометражний фільм | Petit tailleur                         | Номінація             |                       |
| 2015                  | Премія «Сезар»          | Найкращий актор другого плану    | Святий Лоран. Страсті великого кутюр'є | Номінація             |                       |
| 2015                  | Каннський кінофестиваль | Золота камера                    | Друзі                                  | Номінація             |                       |
| 2016                  | Премія «Люм'єр»         | Найкращий дебютний фільм         | Друзі                                  | Номінація             |                       |
| 2016                  | Премія «Сезар»          | Найкращий актор другого плану    | Мій король                             | Номінація             |                       |
| 2018                  | Премія «Люм'єр»         | Найкращий актор                  | Молодий Годар                          | Номінація             |                       |
| 2018                  | Премія «Сезар»          | Найкращий актор                  | Молодий Годар                          | Номінація             |                       |

## Додаткові факти
У 2007 році Луї Гаррель зайняв 15-те місце у списку «15 найсексуальніших чоловіків» за версією французького часопису Elle.